# Ghosts V: Together
Ghosts V: Together è il decimo album in studio del gruppo musicale statunitense Nine Inch Nails, pubblicato il 26 marzo 2020 dalla The Null Corporation. 
L'album fa parte di una serie di pubblicazioni strumentali della band, intitolata "Ghosts" ed inaugurata nel 2008 da Ghosts I-IV. Il disco è stato rilasciato gratuitamente, senza preavviso, insieme al suo seguito, Ghosts VI: Locusts.

## Tracce
Musiche di Trent Reznor e Atticus Ross.
1. Letting Go While Holding On – 9:34
2. Together – 10:04
3. Out in the Open – 5:16
4. With Faith – 9:41
5. Apart – 13:36
6. Your Touch – 4:28
7. Hope We Can Again – 7:27
8. Still Right Here – 10:12